# 9696 Jaffe
A 9696 Jaffe (ideiglenes jelöléssel 6628 P-L) a Naprendszer kisbolygóövében található aszteroida. Cornelis Johannes van Houten, Ingrid van Houten-Groeneveld és Tom Gehrels fedezte fel 1960. szeptember 24-én.